# Odacidae
Az Odacidae  a sugarasúszójú halak (Actinopterygii) osztályának a sügéralakúak (Perciformes) rendjéhez tartozó család.

## Rendszerezés
A családba az alábbi nemek tartoznak:
- Haletta
  - Haletta semifasciata
- Neoodax
  - Neoodax balteatus
- Odax
  - Odax acroptilus
  - Odax cyanoallix
  - Odax cyanomelas
  - Odax pullus
- Siphonognathus
  - Siphonognathus argyrophanes
  - Siphonognathus attenuatus
  - Siphonognathus beddomei
  - Siphonognathus caninis
  - Siphonognathus radiatus
  - Siphonognathus tanyourus